# Odontophorus speciosus
Odontophorus speciosus е вид птица от семейство Odontophoridae. Видът е почти застрашен от изчезване.

## Разпространение
Видът е разпространен в Боливия, Еквадор и Перу.